# Gvozdarus svetovidovi
Gvozdarus svetovidovi är en fiskart som beskrevs av Balushkin, 1989. Gvozdarus svetovidovi ingår i släktet Gvozdarus och familjen Nototheniidae. Inga underarter finns listade i Catalogue of Life.